# Брок (город)
Брок (пол. Brok) — город в Польше, входит в Мазовецкое воеводство, Острувский повят. Имеет статус городско-сельской гмины. Занимает площадь 28,05 км². Население — 1882 человека (на 2004 год).